# Háromhúros brácsa
A háromhúros brácsa egy vonós hangszer, a brácsa speciális változata. Kizárólag a magyar, a román és a cigány népzenében használják, főként Erdély területén (használta még a bodrogmezői zenekar brácsása is, a nagytárkányi Horvát Zoltán). Dallamot nem játszanak rajta (legfeljebb kisebb töredékeket), túlnyomó többségében hármashangzatok és hiányos négyeshangzatok megszólaltatására használják. A zenekarban betöltött szerepe alapján legfőbb feladata a ritmizálás, ezért a zenészek számtalan különféle vonózási technikát alkalmaznak.
A hangszer a klasszikus zenében nem használatos.

## A hangszer felépítése
Felépítésében közel áll a klasszikus brácsához, valószínűleg annak a házi átalakításával, a saját igényekhez való igazításával jött létre. Az eltérést a húrláb formája, illetve a húrok száma és hangolása adja. A láb ennél a hangszernél egyenesre van vágva, így a húrok egy síkban helyezkednek el, és szinte mindig egyszerre szólalnak meg.

## Hangolása
A hangszer háromhúros. A húrok hangolása a fogólap felé nézve, balról jobbra haladva g–d'–a. A klasszikus brácsa c húrja hiányzik, míg az a húr egy oktávval mélyebbre van hangolva. A hangszerre általában két g, illetve egy d húrt szerelnek; az a húr helyett is g húrt használnak, egy nagy szekunddal magasabbra hangolva.
Néhány zenész, így például a Kalotaszegen muzsikáló Sztojka János, illetve a magyarpalatkai Kodoba Béla a d' helyett c húrt használt, melyet egy szekunddal feljebb hangoltak, így a hangolás g–d–a lett annak következtében, hogy az eredetihez képest a d is egy oktávval mélyebbre került. Az ilyen hangolású hangszert mélyhúros kontrának hívják.
Korábban házilag készített, állati bélből sodort húrokat használtak, de manapság már szinte csak fémhúrokkal lehet találkozni, mivel ezek sokkal kevésbé érzékenyek a hőmérséklet ingadozására és a páratartalomra.

## Használata

### A hangszer tartása
A háromhúros brácsán szinte kizárólag csak akkordokat játszanak, ezért a hangszer tartása eltér a klasszikustól. Itt a brácsa teste és a három húr alkotta sík függőleges. A hangszer több ponton támaszkodik a testhez, hogy minél stabilabb legyen a tartás:
- az alsó káva a gombnál érintkezik a szegycsonttal
- a hangszer a bal alkaron fekszik
- a nyak a balkéz hüvelyk- és mutatóujja közé kerül
- a hangszer teste az áll alá szorítható

Ez a tartás mindenekelőtt a legkényelmesebb, legkevésbé fárasztó játékot szolgálja, így egyénenként némileg eltérő lehet.

### Vonózás
A vonózásnál mindig arra törekszenek, hogy a vonó és a húrok egymásra merőlegesek legyenek, illetve mindhárom húr egyforma erővel szólaljon meg. Ez utóbbi alól kivételt képeznek azok a ritka esetek, amikor bizonyos akkordoknál valamelyik húrt szándékosan kihagyják.

### Szerepe a zenekarban
A háromhúros brácsa olyan zenekarokban kap szerepet, ahol hegedűvel, bőgővel, néha cimbalommal, klarinéttel, tárogatóval játszik együtt. Ezek eredetileg hivatásos cigány zenészek, cigánybandák által használt hangszerek, amelyek később fokozatosan a magyar paraszti zenébe is bekerültek, a „magyar bandák” is ezekre az instrumentumokra épültek. A brácsás-kontrás szerepe az ilyen együttesekben a ritmuskíséret biztosítása, a hangszer adottságainak megfelelően három hangból álló harmóniákkal.
Mivel a kíséretben elsősorban a ritmus a fontos, a kontrás és a bőgős esetenként nem is nagyon törődik azzal, hogy harmóniái illeszkedjenek a dallamhoz: „patronokat” játszanak. Főképp mezőségi bandák a kíséretnek egy harmóniailag igényesebb változatát alkalmazzák, amikor a dallamot dúr hármashangzatokkal, egyfajta modális harmonizálással követik. Ilyenkor az akkordok nagy része a dallam hangjaihoz épített hármashangzat, ami talán a 15.–16. századi főúri zenekarok hagyományát őrzi. A városi, zeneileg képzett, hivatásos zenész cigányok természetesen már a klasszikus összhangzattannak megfelelő, „szabályos” harmonizálást alkalmazzák.
Bizonyos zenekaroknál (ilyen például a Magyarpalatkai Banda) a brácsát megkettőzik, így a két hangszer erősíti egymást. Egyes dallamtípusoknál az is előfordul, hogy a két kontrás eltérő ritmuskíséretet ad (például szökős, korcsos).

## Vonástípusok

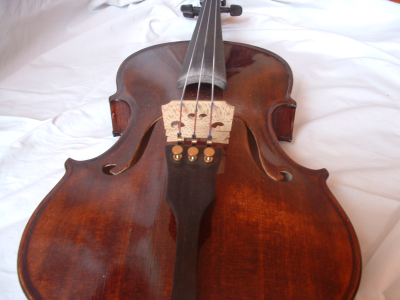
Háromhúros brácsa egyenes húrlábbal

A magyar és a román népzenében rendkívül sokféle és változatos vonástípus fordul elő. A leggyakoribbak a következők:
- folyamatos vonás: lassú dallamoknál alkalmazzák. A cél az, hogy a hang folyamatosan szóljon, lehetőleg ne is lehessen érzékelni, mikor fordul meg a vonás iránya
- a zenei 1 és 3 a hangsúlyos
  - a vonásra egyetlen hangsúly jut
  - folyamatos dűvő: mindkét irányban két hangsúlyt ad a vonó, a vonás elején és közepén. A vonó fordulásakor nincsen szünet, és az indító vonás mindig hangsúlyosabb. A vonások belső ritmikája és ereje igen változatos, előfordul teljesen szimmetrikus, de erősen aszimmetrikus forma is
  - szaggatott dűvő: mindkét irányban két hangsúlyt ad a vonó, a vonás elején és közepén. A vonó fordulásakor szünetet tartanak
- a zenei 2 és 4 a hangsúlyos (esztam): nagyon gyakori vonástípus
  - rövid esztam: csak egy rövid hang szólal meg
  - hosszú esztam: a hang a vonó teljes hosszában megszólal
- különféle, igen változatos aszimmetrikus vonózások

## A vonó
Alapvetően kétféle vonótípust használnak:
- Házi készítésű vonó: (ún. parasztvonó) főleg régebben volt jellemző ez a vonótípus, melyet a zenészek saját maguk készítettek. Használatának oka az volt, hogy nem jutottak hozzá a gyári vonókhoz, vagy nem tudták azokat megfizetni. Ennél a típusnál a feszességet szabályzó mechanika hiányzik, a szőrt a belefont madzag segítségével kötik a kápához.

- Klasszikus vonó: az utóbbi időben terjedt el ezeknek a gyári készítésű vonóknak a használata, melyek a házi készítésűekhez képest egyenletesebb súlyeloszlást biztosítanak, illetve a mechanika segítségével a szőr feszessége is könnyebben szabályozható. A gyakorlatban a klasszikus csellóvonó használata a legelterjedtebb.

## Akkordok

### Dúr hármashangzatok

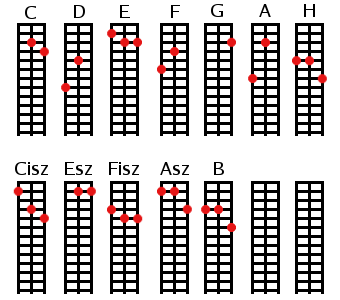
Dúr akkordok fogástáblázata

A háromhúros brácsán lejátszott alapvető akkordtípus, mely 12 alapakkordot tartalmaz. A régiesebb, egyszerűbb harmonizálást használó zenekarok kontrásai gyakran csak ezeket az akkordokat használják. Ilyenek például a mezőségi zenészek, akik a dúr akkordokon kívül nem, vagy csak ritkán használnak más hangzatokat (például Ördöngösfüzesen vagy Magyarpalatkán).
Ezek az akkordok, mivel három hangból állnak (alaphang, illetve az arra fogott nagyterc és kvint), hiánytalanul szólaltathatók meg ezen a hangszeren.
A dúr hármashangzatok: C, D, E, F, G, A, H, Cisz, Esz, Fisz, Asz illetve B.

### Moll hármashangzatok

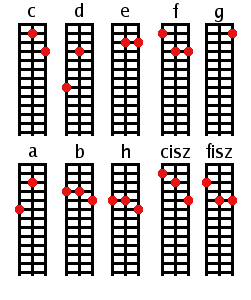
Moll akkordok fogástáblázata

A dúr akkordoknál ritkábban előforduló, nem minden tájegységen használt akkordtípus. A moll akkordok alkalmazásával a népzene természetes fejlődése során több helyen (például Kalotaszegen) megszűnt a tisztán dúros harmonizálás.
Mivel a moll akkordok is három hangból (az alaphangból, illetve az arra fogott kistercből és kvintből) állnak, a háromhúros brácsán hiánytalanul játszhatók.
A moll hármashangzatok: c, d, e, f, g, a, b, h, cisz és fisz.

### Domináns szeptimakkordok

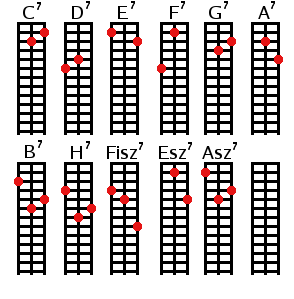
Domináns szeptimakkordok fogástáblázata

Ezeket az akkordokat vezetőakkordként alkalmazzák, használatuk egyre gyakoribb. Ezen akkordok a náluk egy kvarttal magasabb alapú dúr akkordra vezetnek (kvintkör), így például a C7 F-re, az E7 A-ra.
Mivel ezek az akkordok négyeshangzatok (dúr hármashangzat és egy kisszeptim), a háromhúros brácsán csak hiányosan lehet őket megszólaltatni. A tercet és a szeptimet szinte sohasem hagyják ki az akkordból.

### Szűkített négyeshangzatok
Csak hiányosan játszható akkordok, melyeknek valamelyik hangja (alap, kisterc, szűkített kvint, vagy szűkített szeptim) kimarad az akkordból. Néhány domináns szeptimakkord használható szűkített hangzatként is (például A7 [G E Cisz] mint Cisz°), mivel csak hiányos négyeshangzatokat lehet megszólaltatni a hangszeren

### Nem minden húrt tartalmazó akkordok
Előfordul, hogy a három húr közül nem mindegyiket húzzák bele az akkordba (például a magyarpalatkai kontrások által alkalmazott B dúr, amibe az a húrt nem húzzák bele, illetve a széki brácsás az E7 akkordba az a húrt). Természetesen az egyenes húrláb miatt az elvileg nem használt húr mégis beleszólhat az akkordba.

### Egyéb akkordok
Széki népzenében a brácsás használ ún. "G8" akkordot (G G H), amit a G domináns szeptim akkordra vezet (d húron a G hangot F-re). Továbbá sok helyen használnak ún. 5-ös akkordokat - amikor a hangzat nem tartalmazza a tercet (D5, A5).

### Dallamtöredékek
Elvétve előfordul (például a kalotaszegi zenészeknél), hogy a brácsán nem akkordot, hanem egy dallamtöredéket játszanak. Ekkor a vonót megdöntik, és csak a g vagy az a húrt húzzák meg vele, azon fogják le a hangot. Az egyenes húrláb miatt természetesen a d húron semmiképpen nem lehet dallamot játszani, mivel különállóan nem lehet megszólaltatni.

## Érdekességek
Ismert a hangszernek egy négyhúros változata is, szintén egyenesre vágott húrlábbal, c - g - d - a hangolással. Főként Nagysajón és Vajolán használták.

## Híres kontrások
Néhány ismertebb muzsikus, aki háromhúros brácsán játszott/játszik, és archív hangfelvételeken szerepel:
- Mezőség
  - Kodoba Béla (Magyarpalatka, 1944–1999)
  - Radák Mihály (Magyarpalatka, 1938–1992)
  - Moldován Emerik (Magyarpalatka, 1924–1994)
  - Moldován Ştefán (Magyarpalatka, 1943–2022)
  - ifj. Ádám István (Szék)
  - Rostás Izidor (Erdőszombattelke)
- Kalotaszeg
  - Tóni Rudolf (Méra, 1948–1992)
  - Sztojka János (Gyalu / Szucság, 1926–2002)
  - Varga József (Bánffyhunyad)
- Küküllő-mente
  - Mezei Ferenc „Csángáló” (Szászcsávás)

## Hangpéldák
Az alábbi néhány hangminta a Zenetudományi Intézet által publikált archív népzenei adatbázisból származik. Valamennyi felvételen hegedű–háromhúros brácsa–bőgő felállású zenekar hallható. A magyarpalatkai felvételeken két kontrás játszik, egyikük mélyhúros kontrán.
- Gyorscsárdás (Mezei Ferenc, Csávás, 1990)
- Akasztós (Radák Mihály, Kodoba Béla, Magyarpalatka, 1964)
- „Vastaghúros” gyorscsárdás (Radák Mihály, Kodoba Béla, Magyarpalatka, 1964)
- Csárdás (Mikó Albert, Szék, 1941)

## Külső hivatkozások
- Bartha Ágoston kontraiskolája
- Vargyas Lajos: A magyarság népzenéje
- Nagy Zsolt: Magyar népzenei dallamgyűjtemény - brácsamelléklet (2004, ISMN M-9005257-5-8)